# Samopal Chauchat-Ribeyrolles
Samopal Chauchat-Ribeyrolles je samopal z roku 1918, který byl určený pro ochranu francouzských posádek tanku. Ačkoli v Oficiálním názvu zbraně byl uveden samopal, jedná se o krátkou automatickou pušku, protože nepoužívá pistolové střelivo ale puškové. Na samopal se plánovalo použití směsi standardních nábojů a stopovek k pomoci při míření.

## Historie
V roce 1917 přijala francouzská armáda poloautomatickou pušku Mle. 1917 z výroby zbrojovky Ribeyrolles, Sutter a Chauchat (RSC), která vyrobila lehký kulomet "Chauchat" Mle. 1915. Samopal Chauchat-Ribeyrolles je založen na mechanismu této poloautomatické pušky. Při prvních pokusech byl použit Mannlicher–Berthierův zásobník s kapacitou 8 nábojů. Zkoušky pokračovaly až do roku 1919, přičemž se používal stejný zásobník jako u lehkého kulometu Chauchat. Výsledky byly uspokojivé, avšak zbraň byla k sebeobraně příliš silná.